# Jussi Adler-Olsen
Carl Valdemar Jussi Adler-Olsen (2 d'agost 1950, Copenhaguen) és un escriptor danès. Des de 2007, escriu llibres policíacs. El 2011, va rebre el premi de literatura danesa del club dels llibreters.
És conegut per ser el creador de la sèrie del Departament Q, protagonitzat pel policia Carl Mørck, el qual representa l'arquetípic de policia desencantat i cínic. Està acompanyat pel seu ajudant Assad, un misteriós immigrant sirià.

## Obra
- 1985 : Groucho: …en Marx Brother bag facaden.
- 1985 : Videocounter.
- 1997 : Alfabethuset.
- 2002 : Firmaknuseren.
- 2006 : Washington dekretet.

### Llibres de la sèrie Departament Q
- 2007 : Kvinden i buret (Títol en anglès: 'The Keeper of Lost Causes' (EUA) o 'Mercy' (RU)).
- 2008 : Fasandræberne (Títol en anglès: 'The Absent One' o 'Disgrace')
- 2009 : Flaskepost fra p (Títol en anglès: 'A Conspiracy of Faith' o 'Redemption'))
- 2010 : Journal 64 (Títol en espanyol: 'Expediente 64')
- 2011 : Små Pikante Drab.
- 2012 : Marco Effekten